# Le Mot et la Chose (Lattaignant)
 (mai 2018).
Si vous disposez d'ouvrages ou d'articles de référence ou si vous connaissez des sites web de qualité traitant du thème abordé ici, merci de compléter l'article en donnant les références utiles à sa vérifiabilité et en les liant à la section « Notes et références ».
Pour les articles homonymes, voir Le Mot et la Chose.
Le Mot et la Chose est un poème galant du XVIIIe siècle composé par l'abbé Gabriel-Charles de Lattaignant, également auteur d'une partie des paroles de J'ai du bon tabac. Il a été plusieurs fois mis en musique, notamment par Sylvain Richardot du groupe Chanson plus bifluorée, qui l'a enregistré en 1994 sur l'album Jobard.